# كيرميت فان إيفري
كيرميت فـان إيفري (بالإنجليزية: Kermit Van Every)‏ هو مهندس فضاء جوي ومهندس أمريكي، ولد في 5 مارس 1915 في سان خوسيه في الولايات المتحدة، وتوفي في 20 نوفمبر 1998.